# Ian Hindmarsh
Pour les articles homonymes, voir Hindmarsh.
Pas d'image ? Cliquez ici

a Compétitions nationales et continentales officielles uniquement.

Ian Hindmarsh est un joueur australien de rugby à XIII. Il évolue dans l'équipe des Dragons Catalans durant la saison 2006 de Super League, au poste de deuxième ligne